# FIFA 11
FIFA 11 es la decimoctava entrega de la serie de videojuegos FIFA de EA Sports. Desarrollado por EA Canada, fue publicado por Electronic Arts en todo el mundo bajo el sello EA Sports el 28 de septiembre de 2010 en América del Norte, el 30 de septiembre de 2010 en Australia y 1 de octubre de 2010 en Europa para todas las plataformas excepto para la Wii. La versión de Wii fue lanzada el 3 de octubre de 2010 en Norteamérica y Europa. La versión para Windows es la primera en la serie en usar el mismo motor de juego que se usa en el Xbox 360 y en el PlayStation 3 y es el último juego de la saga en salir en Nintendo DS.

## Demo
La demo fue lanzada el 15 de septiembre desde PS Store, Xbox Live y PC. Los equipos que aparecen en la misma son Chelsea, Barcelona, Real Madrid, Juventus, Bayer Leverkusen y el Olympique Lyonnais.

## Características
- Next Gen Gameplay Engine (PlayStation 3, Xbox 360 y PC): el motor de juego que se utiliza para las versiones del juego en Xbox 360 y en PlayStation 3 ahora se utilizará en el PC.[4]

- FIFA World (PC): permite al jugador personalizar su avatar en línea, competir con jugadores de todo el mundo y luchar por las posiciones en la clasificación.

- Personality + (Xbox 360, PlayStation 3): es un sistema cuyo fin es mejorar la forma en que las habilidades de los jugadores individuales se reflejan en el juego, dando lugar a una mayor diferenciación entre los jugadores. Personalidad + utiliza una base de datos con 36 atributos y 57 rasgos para cada jugador, gestionada por una red mundial de 1700 ojeadores, redactores y editores.[5]

- Pro-Passing (Xbox 360, PlayStation 3): es un nuevo sistema de pases donde la propia precisión del jugador con el joystick, así como de la posición y las habilidades de los jugadores en la cancha, determina la precisión de cada pase.[5]

- Centro de creación (Xbox 360, PlayStation 3): es una nueva aplicación basada en web que permite al usuario crear material para descargar a su consola y compartir con sus amigos. Los nombres de equipo, equipaciones y jugadores pueden ser editados de un modo más profundo que antes. También se puede crear un jugador eligiendo su apariencia, accesorios y atributos y luego crear un equipo original con un escudo distintivo y equipaciones, completándolo con un estadio.[6]

- Bandas sonoras personalizadas (Xbox 360, PlayStation 3 y PC): por primera vez en la serie el jugador podrá crear su banda de sonido personalizado mediante la importación de su música favorita en el juego. También pueden ser importados cantos personalizados y los himnos de los clubes se pueden configurar para reproducirse durante la introducción, en el intermedio, tras los goles, o al final de los partidos. El nombre del jugador Virtual Pro puede ser cantado en el estadio.[7]

- Modo Carrera (Xbox 360, PlayStation 3, PSP y PlayStation 2): ve al modo Pro y el modo Mánager se han fusionado en el nuevo modo Carrera, donde el jugador puede elegir ser un jugador, mánager o mánager de jugador por quince temporadas.[8]

- Street Football (Exclusivo para Wii): Los jugadores ahora pueden jugar fútbol 5 vs 5 en la calle, así como el tradicional de 11 contra 11. Cada jugador de la calle tiene un estilo distintivo de jugar con habilidades únicas de igualar, y se puede jugar con muchas características personalizadas adicionales.[9]

- Be a Goalkeeper (PS3, Xbox 360, PS2, PSP): EA Sports ha lanzado una FIFA 11 remolque con el lema "Somos 11". El tráiler confirma que se puede jugar como portero en FIFA 11, Y también será posible jugar 11 vs 11 partidos en línea.

- La IA del Portero (Todas las plataformas): Los porteros ahora tienen más urgencia y una mejor percepción de dónde para interceptar balones perdidos, lo que resulta en un sistema más sensible y de gran alcance por tierra. También, son más ágiles y pueden obtener mejores atajadas. La nueva tecnología de deformación de animación ofrece un posicionamiento e impulso del portero más realista, dando lugar a oportunidades de gol más variadas.

- Clasificación Manual: Se ha confirmado que habrá una clasificación separada de este año para los jugadores que utilizan la configuración de control manual.

- Mejora de celebraciones (Xbox 360, PlayStation 3): Las celebraciones ahora utilizan la cámara del juego en lugar de escenas separadas. También se confirmó que sus compañeros de equipo pueden ahora participar en la celebración. Además, los jugadores sólo más capacitados o acrobáticos pueden realizar las celebraciones más acrobáticas, como una voltereta hacia atrás. FIFA 11 también incluye la celebración única de los jugadores, que se puede realizar con una simple pulsación de botón.

- 360° Dribbling (PSP): Sistema de regate de 360 ° proporcionará un control más fino goteo, permitiendo a los jugadores de encontrar un espacio entre los defensores de los que antes no era posible.

- Crear un jugador (PSP): Primera vez en la que será posible crear un jugador nuevo e incrementarle sus atributos en el sistema PSP.

- Gameplus de Siguiente generación (Xbox 360, PlayStation 3, PC): El motor del juego que se utiliza para la PlayStation 3 y Xbox 360 del juego ahora se utilizará también en el PC.[10][11] Hay un Nuevo modo de juego llamado Carrera, Modo que te permite ser un Mánager, Jugador o un Jugador/Manager.

- FIFA World (PC): Esto permitirá al jugador personalizar su avatar en línea, competir con jugadores de todo el mundo y luchar por las posiciones en la clasificación.

- Mejoras en PC : La versión para PC es ahora más parecida a la de FIFA 10. EL Modo Mánager de la versión para consolas de FIFA 10 ha sido importado con algunas mejoras. Iniciar temporadas como profesional ha sido completamente renovado. Hay una nueva escena de práctica que se puede acceder al salir de un modo de juego. Hay un nuevo 5 v 5 juego en equipo en línea y Pro Campeonato de Clubes. Además, hay un completamente nuevo modo Virtual Pro. Los jugadores pueden crear su Game Face en el sitio web oficial luego descargarlo y aplicarlo a su Virtual Pro. Dribling de 360 ° también se ofrece junto con nuevo LAN juego. Los jugadores también pueden crear tácticas por sí mismos.[12]

## Ligas
Para esta edición, se añade por primera vez la liga rusa.
En el resto del mundo, solo se pierden los clubes suizos.
| Región o País             | Liga                            |
| ------------------------- | ------------------------------- |
| Alemania                  | 1. Bundesliga                   |
| Alemania                  | 2. Bundesliga                   |
| Australia y Nueva Zelanda | A-League                        |
| Austria                   | T-Mobile Bundesliga             |
| Bélgica                   | Jupiler League                  |
| Brasil                    | Serie A (Brasileirão)           |
| República Checa           | Gambrinus liga                  |
| Corea del Sur             | K-League                        |
| Dinamarca                 | Superliga                       |
| Escocia                   | Premier League de Escocia       |
| España                    | Liga BBVA                       |
| España                    | Liga Adelante                   |
| Estados Unidos y Canadá   | Major League Soccer             |
| Francia                   | Ligue 1                         |
| Francia y Mónaco          | Ligue 2                         |
| Países Bajos              | Eredivisie                      |
| Inglaterra y Gales        | Premier League                  |
| Inglaterra y Gales        | npower Championship             |
| Inglaterra                | npower League One               |
| Inglaterra                | npower League Two               |
| Italia                    | Serie A                         |
| Italia                    | Serie B                         |
| Irlanda                   | Airtricity League               |
| México                    | Liga MX                         |
| Noruega                   | Tippeligaen                     |
| Polonia                   | Ekstraklasa                     |
| Portugal                  | Liga Sagres                     |
| Rusia                     | Liga Premier de Rusia (Nueva)   |
| Suecia                    | Allsvenskan                     |
| Suiza                     | Raiffeisen Super League         |
| Turquía                   | Süper Lig                       |
| Resto del mundo           | Boca Juniors                    |
| Resto del mundo           | River Plate                     |
| Resto del mundo           | AEK Atenas                      |
| Resto del mundo           | Olympiacos                      |
| Resto del mundo           | Panathinaikos                   |
| Resto del mundo           | PAOK Salónica                   |
| Resto del mundo           | Once de leyenda Desbloqueable   |
| Resto del mundo           | Selección Mundial Desbloqueable |
| Resto del mundo           | Kaizer Chiefs                   |
| Resto del mundo           | Orlando Pirates                 |

## Selecciones nacionales
Para esta edición se ausentan las selecciones de Paraguay y Ucrania, también se pierden las licencias de las selecciones de Brasil, Camerún y Rumanía.
| - Argentina (L) - Australia (L) - Austria (L) - Bélgica (L) - Brasil - Bulgaria (L) - Camerún - China (L) - Croacia (L) - República Checa (L) - Dinamarca (L) - Ecuador - Inglaterra (L) - Finlandia - Francia (L) - Alemania (L) - Grecia (L) - Hungría - Italia (L) - México (L) | - Países Bajos (L) - Nueva Zelanda (L) - Irlanda del Norte (L) - Noruega (L) - Polonia - Portugal (L) - Irlanda (L) - Rumania - Rusia - Escocia (L) - Eslovenia (L) - Sudáfrica - Corea del Sur (L) - España (L) - Suecia (L) - Suiza - Turquía (L) - Estados Unidos (L) - Uruguay |

## Estadios
|    | Estadio                 | País         | Bandera                     | Equipo                      |
| -- | ----------------------- | ------------ | --------------------------- | --------------------------- |
| 1  | Allianz Arena           | Alemania     | Bandera de Alemania         | Bayern de Múnich            |
| 2  | Ámsterdam Arena         | Países Bajos | Bandera de los Países Bajos | Ajax y Países Bajos         |
| 3  | Anfield                 | Inglaterra   | Bandera de Inglaterra       | Liverpool                   |
| 4  | Azteca                  | México       | Bandera de México           | América y México            |
| 5  | Camp Nou                | España       | Bandera de España           | Barcelona                   |
| 6  | Delle Alpi              | Italia       | Bandera de Italia           | Juventus                    |
| 7  | Emirates Stadium        | Inglaterra   | Bandera de Inglaterra       | Arsenal                     |
| 8  | Stade Gerland           | Francia      | Bandera de Francia          | Olympique de Lyon           |
| 9  | Imtech Arena            | Alemania     | Bandera de Alemania         | Hamburgo                    |
| 10 | Mestalla                | España       | Bandera de España           | Valencia                    |
| 11 | Old Trafford            | Inglaterra   | Bandera de Inglaterra       | Manchester United           |
| 12 | Olympiastadion          | Alemania     | Bandera de Alemania         | Hertha Berlin               |
| 13 | Parque de los Príncipes | Francia      | Bandera de Francia          | Paris Saint-Germain         |
| 14 | Giuseppe Meazza         | Italia       | Bandera de Italia           | Inter de Milán y A.C. Milan |
| 15 | Santiago Bernabéu       | España       | Bandera de España           | Real Madrid                 |
| 16 | Signal Iduna Park       | Alemania     | Bandera de Alemania         | Borussia Dortmund           |
| 17 | St James' Park          | Inglaterra   | Bandera de Inglaterra       | Newcastle United            |
| 18 | Stade Vélodrome         | Francia      | Bandera de Francia          | Olympique de Marsella       |
| 19 | Stadio Olimpico di Roma | Italia       | Bandera de Italia           | S.S. Lazio y A.S. Roma      |
| 20 | Stamford Bridge         | Inglaterra   | Bandera de Inglaterra       | Chelsea                     |
| 21 | Veltins-Arena           | Alemania     | Bandera de Alemania         | Schalke 04                  |
| 22 | Vicente Calderón        | España       | Bandera de España           | Atlético de Madrid          |
| 23 | Wembley Stadium         | Inglaterra   | Bandera de Inglaterra       | Inglaterra                  |

## Balones
- Adidas Adipure
- Adidas Adipure 2011
- Adidas Adipure Glider
- Adidas F50 Top Xite
- Adidas F50 Xite
- Adidas Torfabrik Powerorange
- Adidas Torfabik Glider
- Adidas Adipure Top Training
- Adidas Torfabrik
- Adidas Jabulani
- Adidas Jo'bulani
- Adidas MLS
- Adidas MLS Champions
- Astore Pro Grace Catalunya
- Humel 0.2 Concept
- Humel 0.8 Concept
- Mitre Tensile
- Nike T90 Tracer
- Nike T90 Tracer HI-VIS
- Puma power
- Puma V1.10
- Reebook Valde (Azul-Gris)
- Reebook Valde (Blanco-Rojo)
- Umbro England Stealth Pro
- Umbro Neo Pro

Estadios Genéricos
- Akaaroa Stadium
- Aloha Park
- Arena d’Oro
- Century Park Arena
- Court Lane
- Crown Lane
- Eastpoint Arena
- El Bombastico
- El Medio
- El Reducto
- Estadio de las Artes
- Estadio del Pueblo
- Estadio Latino
- Estadio Presidente G.Lopes
- Euro Park
- FIWC Stadium (PS3)
- Forest Park Stadium
- Ivy Lane
- O Dromo
- Olímpico Arena
- Pratelstvi Arena
- Stade Kokoto
- Stade Municipal
- Stadio Olimpico
- Stadion 23. Maj
- Stadion Europa
- Stadion Hanguk
- Stadion Neder
- Stadion Olympik
- Town Park
- Union Park Stadium

Algunos Estadios no están disponibles para Wii

## Banda sonora
| - Adrian Lux - Can't Sleep - Ana Tijoux - 1977 - Caribou - Odessa - Charlotte Gainsbourg - Trick Pony - Chromeo - Don't Turn The Lights On - ChocQuibTown - El Bombo (Toquemen el Bombo) - Dan Black - Wonder - Dapuntobeat - :0 (Dos Punto Cero) - Dum Dum Girls - It Only Takes One Night - Ebony Bones - W.A.R.R.I.O.R. - Gorillaz - Rhinestone Eyes - Groove Armada - Paper Romance - Howl - Controller - Jónsi - Around Us - Jump Jump Dance Dance - White Picket Fences - Ladytron - Ace of Hz - LCD Soundsystem - I Can Change | - Linkin Park - Blackout - Locnville - Sun In My Pocket - Malachai - Snowflake - Maluca - El Tigeraso - Mark Ronson feat. Simon Le Bon e Wiley - Récord Collection - Massive Attack - Splitting the Atom - MGMT - Flash Delirium - Ram di Dam - Flashbacks - Scissor Sisters - Fire with Fire - The Black Keys - Tighten Up - The Pinker Tones - Sampleame - Tulipa - Efemera - Two Door Cinema Club - I Can Talk - We Are Scientists - Rules Don't Stop - Yeasayer - O.N.E. - Zemaria - The Space Ahead |

## Ultimate Team
Después de vender 2,6 millones de copias, el 2 de octubre Peter Moore anunció que se lanzaría el Ultimate Team totalmente gratis el 3 de noviembre.